# Ischnopteris apicemaculata
Ischnopteris apicemaculata är en fjärilsart som beskrevs av Paul Dognin 1923. Ischnopteris apicemaculata ingår i släktet Ischnopteris och familjen mätare. Inga underarter finns listade i Catalogue of Life.